# Teudis
Teudis là một chi nhện trong họ Anyphaenidae.